# تنظیم تعداد پرداخت
تنظیم تعداد پرداخت (انگلیسی: Controlled payment number) نامی مستعار برای گونه‌ای کارت اعتباری است، که در فاصله زمانی مشخص بین ۲ تا ۱۲ ماه از تاریخ صدور کارت، تنها می‌توان از آن برای تعداد محدودی از معاملات استفاده کرد. این نوع کارت، از نظر ظاهر کاربرد، هیچگونه تفاوتی با کارت‌های اعتباری دیگر ندارد.